# Malmöhus läns mellersta valkrets
Malmöhus läns mellersta valkrets var i riksdagsvalen till andra kammaren 1911–1920 en egen valkrets. Ursprungligen hade valkretsen fem mandat, ett antal som sänktes till fyra vid andrakammarvalet 1917. Valkretsen avskaffades vid valet 1921 och uppgick i Malmöhus läns valkrets.

## Riksdagsmän (listan ej komplett)

### 1912–första riksmötet 1914
- Jöns Jönsson, lmb
- Johan Jönsson, lib s
- Ivar Säfstrand, lib s
- Sven Linders, s
- August Nilsson, s

### Andra riksmötet 1914
- Jöns Jönsson, lmb
- Nils Larsson, lmb
- Johan Jönsson, lib s
- Ivar Säfstrand, lib s
- Sven Linders, s

### 1915–1917
- Jöns Jönsson, lmb
- Nils Ohlsson, lmb
- Johan Jönsson, lib s
- Sven Linders, s
- August Nilsson, s

### 1918–1920
- Jöns Jönsson, lmb
- Johan Jönsson, lib s
- August Nilsson, s (1918–lagtima riksmötet 1919)
  - Olof Andersson, s (12/8 1919–1920)
- Per Svensson, s

### 1921
- Dan Poppius, lmb
- Johan Jönsson, lib s
- Olof Andersson, s
- Anders Paulsen, s